# Банда отца
«Банда отца» — французский кинофильм с Луи де Фюнесом, снятый по произведению Роже Пьера.

## Сюжет
Фернан Жером работает банковским служащим и является объектом насмешек для коллег из-за своей наивности и нерасторопности. Отношение к нему меняется после того, как ему удаётся предотвратить ограбление банка. Он становится героем, и даже девушка, в которую он влюблен, Рене, относится к нему по-другому.
А неудавшимся ограблением руководил неуловимый грабитель по прозвищу Великий J. Как потом выяснилось, он является отцом Фернана, который не видел его 25 лет. А охотится за Великим J инспектор полиции Виктор (Луи де Фюнес), отец Рене.